# St Martins (Perth and Kinross)

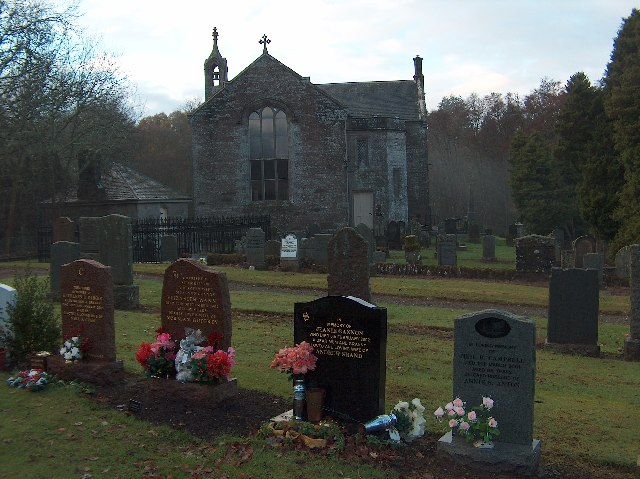
Kirche und Friedhof im Ort

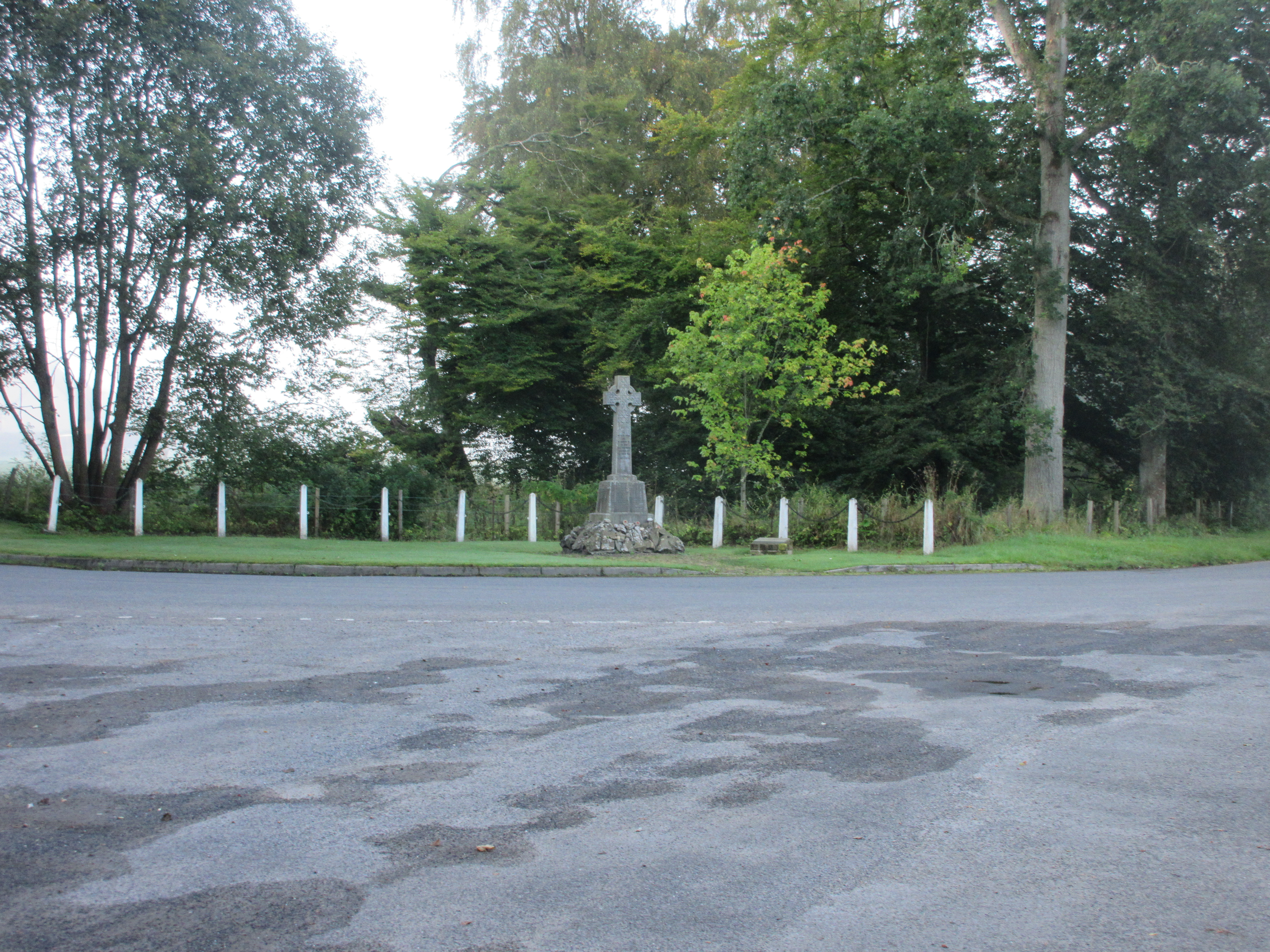
Kriegerdenkmal im Ort

St Martins ist eine kleine Ortschaft, die im Norden von Schottland nordöstlich von Perth in der Council Area Perth and Kinross liegt. Im Rahmen der historischen Gliederung Schottlands in Civil Parishes zählt es zu einer gleichnamigen Einheit, die zu Perthshire gehörte.

## Geographie
St Martins liegt in einem wenig besiedelten Umfeld im Ursprungsgebiet des Baches St Martins Burn, der nach Westen zum Tay fließt. Nach Perth sind es etwa acht Kilometer. Nahe gelegene, kleinere Ortschaften sind Guildtown im Nordwesten, Kinrossie im Nordosten sowie Balbeggie im Südosten. Südlich von St Martins finden sich die Ausläufer des Flughafens Perth.

## Historisch Bedeutsames
In St Martins, dessen Name sich vermutlich von Martin von Tours ableitet, finden sich zahlreiche Bauwerke, die als Listed Building in unterschiedlichen Kategorien unter Denkmalschutz stehen. Im Zentrum stehen die Kirche St Martin’s Parish Church sowie der angrenzende Friedhof. Zu den übrigen zählen das Gebäude Kirkstyle of St. Martin’s, die ehemalige Schmiede St. Martin’s Smithy, das obeliskenförmige Dove Craig Monument, die St. Martin’s Abbey, mit ihren Gärten sowie die Brücke Bridge of St. Martin’s Burn.